# 孙宏
孙宏（1963年—），江苏丰县人，汉族，中华人民共和国政治人物、第十一届全国人民代表大会辽宁地区代表。
毕业于比利时国安特卫普大学港口管理专业。加入中共，担任大连港集团有限公司董事长。2008年起担任全国人大代表。